# 精神病学滥用
被精神病，2010年代源自中国内地的网络流行语，指利害关系人或有关部门因某些原因，而将神智正常的人當作患有神經病，並强行送入精神病院治疗的行为。这些行为通常严重侵犯受害人的知情权、选择权。
在中国，這一行為常被作为政府镇压异见人士、上访群众的一种手段。

## 中华人民共和国

### 当局维稳
中国内地的精神病学滥用现象屡见不鲜，其中最常见的就是将“上访”人员强行关入精神病院。一旦戴上“精神病患”帽子，“被精神病”者的维权之路将非常漫长。
- 2003年10月30日，河南漯河大刘乡农民徐林东因为帮邻居讨公道向有关部门反映情况，被乡政府送进了漯河市精神病院。之后竟然家属无权接人，要通过乡政府许可。徐曾被电击55次，两次逃跑、几度自杀，2010年4月17日在《中国青年报》记者的帮助下，后才回到家中[1]。

- 湖北十堰网民彭宝泉因拍摄了几张上访照片并传到网上，于2010年4月被派出所强制送入精神病院，家人对此完全不知情。[2]

- 河南周口农民吴春霞因“家务和村务纠纷”上访后，被反复劳教拘留和送精神病院达132天。经过社会和媒体的关注及其不懈的的申诉，现大部分对她的处理决定已经得到纠正[3]。

- 2020年10月13日，访民李小燕到湖北省政府信访局上访，却被关押到房县精神病院，好友担心她被频繁打针后脑神经会受损。另一位受害者山东前人大调查员丰晓燕近日已经离开临沂第四精神病院，却遭受着多重后遗症和难以弥合的精神伤痛。[4]

### 打壓異見人士
2018年7月，一位網名為“feefeefly”（本名董瑤瓊）的女子用Twitter在上海海航大廈前直播其對中國共產黨專政的不滿，並批評中共暴政實行的「腦控」壓迫、朝中共中央總書記習近平頭像潑墨。事後，上海市人民政府要求專家鑑定董瑤瓊患有精神病，隨後指示上海警方將她送回老家湖南，並讓她住進湖南省的精神病院，而自由亞洲電台聯絡到院方，院方表示董瑶琼是以「政治犯」被送院。2020年1月2日，董瑶琼出院回家。其父董建彪透露，董瑶琼出院後沉默寡言，與入院前活潑性格大相逕庭。

### 家庭矛盾
- 浙江平阳县人、广东“皮革大王”王敏被自己的亲弟弟送到温州精神病医院[9]。

- 广东深圳女子邹宜均，因为家庭财产纠纷，被其二哥邹建雄家人化名为“韩丽”两次强行送入精神病院。强制治疗了3个多月，2007年冬天邹在写完《疯人院的日记》之后出家为尼[10]。2009年3月，出家为尼的邹宜均，将母亲、二哥和广州白云心理医院告上了法庭，声称担心自己的的遭遇会发生在别人身上[11][12]。

### 工作场合矛盾
- 2009年12月，深圳市康宁医院郭俊梅和几名护士到深圳市信访办反映奖金过低的情况后，郭被院方安排的司法鉴定科医师高北陵假扮上级领导代表组织谈话获取其个人隐私后遭院方恶意暴露，随后郭与院党委书记唐铭坚发生冲突。2010年1月13日，以被诊断为“偏执性精神障碍”被本院强行治疗。2011年5月10日，福田区法院一审判决深圳市二医院在市报纸以书面形式为郭俊梅恢复名誉、消除影响并赔礼道歉，同时向郭支付1万元人民币抚慰金[13]。

- 2011年4月19日，武漢鋼鐵集團公司职工徐武从关押他的武钢职工二院精神科监护病房成功“越狱”，被媒体称为翻版《飛越瘋人院》。随后他在朋友资助下到广州向南方电视台举报称，因为自己不满单位长年“同工不同酬”打了两三年官司并多次上访，因而遭到前上司、原单位“迫害”，被非法收治在精神病院长达4年。4月27日，徐武在接受南方电视台采访后在电视台大院内被多名不明身份人士强行掳走，经记者多番打听才确定不明身份人士是武汉便衣公安，以“涉嫌危害社会安全”跨省“抓回”[14][15]。徐武的邻居普遍认为徐武在精神方面没有毛病，其工友就指是因为徐武经常至北京上访[16]。5月12日，武钢炼铁厂委托湖北省人民医院法医精神病司法鉴定所对徐武进行精神病医学鉴定，鉴定所鉴定意见为：“徐武患有偏执性精神障碍，建议监护治疗，定期临床评估”，需要继续治疗。如接回家，其监护责任由其父徐桂斌承担，随后徐武获准出院回家[17]。

- 重庆市巴南区农村经营管理站周荣焱与领导发生冲突，于1998年被单位和法院强行送入精神病院，2000年开始逃离重庆过着流亡生活，经72家国家机关单位和800多位领导干部的介入，2008年巴南区法院撤销“无民事行为能力”宣告的判决，周终于获得6万元赔偿。周荣焱通过长达12年的努力，推动启动中国内地首例同类司法监督程序[18][19]。

## 美国
2012年8月16日，FBI、美國特勤局和切斯特菲尔德警方逮捕了Brandon Raub，并将他送到了精神病院。逮捕的原因是他相信911阴谋论，在Facebook上大肆抨击美国政府，声称革命即将来临。逮捕引发了“Facebook恐怖主义”问题。布兰登随后被释放并向有司提起反诉。

## 德国
- Gustl Mollath（英语：Gustl Mollath）因发现妻子为其银行大规模洗钱而“被精神病”。[來源請求]